# Idris fecundulus
Idris fecundulus är en stekelart som först beskrevs av Charles Thomas Brues 1940.  Idris fecundulus ingår i släktet Idris och familjen Scelionidae. Inga underarter finns listade i Catalogue of Life.